# 西畑大吾
西畑 大吾（にしはた だいご、1997年〈平成9年〉1月9日 - ）は、日本のアイドル、タレント、俳優。男性アイドルグループ・なにわ男子のメンバー。愛称は、大ちゃん。
大阪府堺市出身。STARTO ENTERTAINMENT所属。

## 来歴
中学3年生の時に母親に「トイザラスに行く」と言われて連れて行かれた山下智久のアジアツアー『TOMOHISA YAMASHITA ASIA TOUR 2011 SUPER GOOD SUPER BAD』（2011年4月3日）の大阪城ホールを会場としたオーディションを受け、14歳でジャニーズ事務所に入所。自分の知らない間に事務所に履歴書が送られていたために最初は嫌々活動していたというが、その後すぐに関西ジャニーズJr.内ユニット・Aぇ少年のメンバーに選ばれる。
2012年に永瀬廉、 大西流星となにわ皇子が結成され、同年の8月4日の舞台『少年たち 格子無き牢獄』で初お披露目された。
2014年1月、NHKの連続テレビ小説『ごちそうさん』に、杏演じる主役の「め以子」の、次男「活男」役でテレビドラマ初出演を果たす。演劇の経験に乏しい中ではあったが、この作品での演技が高い評価を受けた。
2016年2月、NHKの連続テレビ小説『あさが来た』に、宮崎あおい演じる「眉山はつ」の、次男「養之助」役で2年ぶりにテレビドラマに出演。また、NHK連続テレビ小説に2度目の出演を果たす。連続テレビ小説に2度出演したジャニーズ事務所所属タレントは元男闘呼組の高橋和也以来2人目である。
2018年、関西ジャニーズJr.内ユニット・なにわ男子のメンバーに選ばれる。
2021年11月12日、なにわ男子としてシングル『初心LOVE』でCDデビューした。

## 人物
尊敬する先輩は二宮和也。きっかけは二宮が主演したドラマ『山田太郎ものがたり』『流星の絆』を見ていてかっこいいと思ったことから。Jr.になってからも大ファンであることを公言し続け、2016年以降は映画『ラストレシピ〜麒麟の舌の記憶〜』、日清オイリオグループのCMなどで二宮と共演を果たしている。
中学生時代は陸上部に所属し、2016年から2017年にかけては、『炎の体育会TV』において「上田ジャニーズ陸上部」として出演した。2025年には全国大学対校男女混合駅伝競走大会の大会アンバサダーを務める。
同じ2011年4月3日に入所し、Aぇ少年という同じユニットでも活動した同期のKing & Princeの永瀬廉とAぇ! groupの正門良規とは親交が深く、同期卍会と呼ばれている。
YouTuberの東海オンエアの大ファンである。聖地巡礼をする個人動画もなにわ男子公式YouTubeに投稿されている。
2歳上の兄がいる。

## 受賞歴
2025年
- 第28回日刊スポーツ・ドラマグランプリ 冬ドラマ 助演男優賞（『御曹司に恋はムズすぎる』）

## 出演
グループでの出演はAぇ少年、なにわ皇子#出演、なにわ男子#出演を参照。個人での出演のみ記載。

### テレビドラマ
- 連続テレビ小説（NHK）
  - ごちそうさん（2014年1月27日 - 3月29日）- 西門活男 役[13]
  - あさが来た（2016年2月3日 - 4月2日）- 眉山養之助 役
- 山田太一ドラマスペシャル「五年目のひとり」（2016年11月19日、テレビ朝日） - 松永晋也 役[29]
- 大阪環状線 Part4 ひと駅ごとのスマイル（2018年10月13日 - 12月22日、関西テレビ・フジテレビ）-  主演・水澤つるぎ 役（宇崎竜童とW主演）[注 1][31]
- 僕らは奇跡でできている（2018年10月9日 - 12月11日、関西テレビ・フジテレビ） - 新庄龍太郎 役[32]
- 教場（2020年1月4日・5日、フジテレビ） - 樫村卓実 役[33]
- 年下彼氏（朝日放送テレビ）[34]
  - 第5話「机上の恋論」（2020年4月26日） -  主演・雲雀友也 役[35]
  - 第19話「僕らの初恋物語・前編」（2020年6月14日） - 海 役[36]
  - 最終話「僕らの初恋物語・後編」（2020年6月14日） -  主演・海 役[36]
- メンズ校（2020年10月7日 - 12月23日、テレビ東京） -  主演・野上英敏 役（なにわ男子として主演）[37]
- コタローは1人暮らし（2021年4月24日 - 6月26日、テレビ朝日） - 花輪景介 役[38]
  - 花輪せんせいは半人前!? 特別編（2021年6月27日、テレビ朝日）[39]
  - 帰ってきたぞよ!コタローは1人暮らし 第7話（2023年5月27日、テレビ朝日）[40]
- ジモトに帰れないワケあり男子の14の事情 第5話「いえないふたり」（2021年5月9日、ABCテレビ） -  主演・新太 役[41][42]
- 必殺仕事人（2022年1月9日、ABCテレビ・テレビ朝日） - 才三 役[43]
- 新・信長公記〜クラスメイトは戦国武将〜（2022年7月24日 - 9月25日、読売テレビ・日本テレビ） - 豊臣秀吉 役[44]
- 世にも奇妙な物語’23 夏の特別編「虹」（2023年6月17日、フジテレビ） - 主演・南條拓也 役[45]
- ノッキンオン・ロックドドア（2023年7月29日 - 9月23日、テレビ朝日） - 主演・片無氷雨 役（松村北斗とダブル主演）[46][47]
- ドクターY〜外科医・加地秀樹〜 第7弾（2024年11月30日、テレビ朝日） - 東村練 役[48]
- 新・暴れん坊将軍（2025年1月4日、テレビ朝日） - 徳川家重 役[49]
- 御曹司に恋はムズすぎる（2025年1月7日 - 3月25日、関西テレビ・フジテレビ） - 草壁友也 役[50]

### 配信ドラマ
- 花輪せんせいは半人前!?（2021年5月22日 - 6月19日、TELASA） -  主演・花輪景介 役[51]

### 映画
- 関西ジャニーズJr.の目指せ♪ドリームステージ！（2016年4月16日）-  主演・水上風太 役[52]
- PとJK（2017年3月25日） - 永倉二郎 役[53]
- 関西ジャニーズJr.のお笑いスター誕生!（2017年8月26日） -  主演・高浜優輔 役[54]
- ラストレシピ〜麒麟の舌の記憶〜（2017年11月3日） - 鎌田正太郎 役[12]
- 映画 少年たち（2019年3月29日） - 炭谷 役[55]
- KAPPEI カッペイ（2022年3月18日） - 入間啓太 役[56]
- 忌怪島/きかいじま（2023年6月16日） - 主演・片岡友彦 役[57]
- 劇場版ドクターX FINAL（2024年12月6日） - 東村練 役[58]

### 舞台
- Endless SHOCK（2014年9月8日 - 30日、梅田芸術劇場[59] / 10月8日 - 31日、博多座）[60]
- 本日、家を買います。（2015年6月16日 - 18日、国立文楽劇場） - 鈴木路未央 役[61]
- 少年たち 世界の夢が…戦争を知らない子供たち（2015年8月2日 - 26日、大阪松竹座[62] / 9月4日 - 28日、日生劇場）[注 2]
- ANOTHER & Summer Show（2016年8月2日 - 26日、大阪松竹座）[64]
- JOHNNYS' Future WORLD（2016年10月8日 - 25日、梅田芸術劇場）[65]
- 東SixTONES×西関西ジャニーズJr.SHOW合戦（2017年2月18日 - 26日、新橋演舞場）[66]
- 少年たち 南の島に雪は降る（2017年8月2日 - 27日、大阪松竹座）[67]
- 音楽劇 マリウス（2018年6月7日 - 26日、大阪松竹座）[68]
- 明日を駆ける少年たち（2018年8月4日 - 30日、大阪松竹座）[69]

### バラエティ番組
- まいど!ジャーニィ〜（2012年10月3日 - 、BSフジ）なにわ皇子時代より
- じもてぃ愛情マップ みんな すきやねん!（2016年4月10日[70] - 2017年4月2日、NHK大阪）[71]
- まちけん参上!〜あなたの街のおもしろ検定〜（2017年4月9日[72] - 2019年3月10日、NHK大阪）
- カラフル!スペシャル 今だからこそ 夢に向かって（2021年12月27日、NHK Eテレ） - ナビゲーター[73]
- ふるさと納芸〜本日限定!故郷にひとつだけの笑い届けます〜（2022年12月30日、テレビ東京） - せいやとMC[74]
- 子どもに教えたい！シン常識スクール（2024年9月14日、CBCテレビ） - ナビゲーター[75]
- 爆笑レッドカーペット〜真夏のオール新ネタ60連発！大復活SP〜（2025年8月11日予定、フジテレビ） - スペシャルMC[76]

### ラジオ番組
- 関西ジャニーズJr. とれたて関ジュース（2016年7月 - 2020年12月27日、ラジオ関西/ラジオNIKKEI）[注 3]

### ネット配信
- BORDERLESS Aぇ! group デビューまでのキセキ（2024年5月14日 - 6月5日〈予定〉、Netflix） - ナレーション[80]

### CM
- 日清オイリオグループ「鮮度のオイルシリーズ」（2017年5月 - ）[81]
- あいおいニッセイ同和損保「テレマティクス自動車保険」（2021年10月25日 - ）[82]
- P&Gジャパン「レノア クエン酸 in 超消臭」（2023年7月1日 - ）[83]

### コンサート
- 関西ジャニーズJr. 『明けましておめでとうコンサート2014』（2014年1月3日 - 4日、大阪城ホール）
- 関西ジャニーズJr. 『春休みスペシャルコンサート 2014』（2014年3月1日 - 25日、大阪松竹座）[13][84]
- 関西ジャニーズJr. 『X'mas Show 2014』（2014年11月30日 - 12月25日、大阪松竹座）[60]
- 関西ジャニーズJr. 『春休みスペシャルShow 2015』（2015年3月21日 - 31日、大阪松竹座）
- 関西ジャニーズJr. 『X'mas Show 2015』（2015年11月29日 - 12月25日、大阪松竹座）[85]
- 関西ジャニーズJr. 『春休みスペシャルShow 2016』（2016年3月31日 - 4月11日、大阪松竹座）[86]
- 関西ジャニーズJr. 『X'mas Show 2016』（2016年11月30日 - 12月25日、大阪松竹座）[66][87]
- 関西ジャニーズJr. 春のSHOW合戦（2017年3月4日 - 28日、大阪松竹座）[88]
- 関西ジャニーズJr. 『X'mas SHOW 2017』（2017年12月1日 - 25日、大阪松竹座）[89]
- 関西ジャニーズJr. Concert 2018 〜Happy New ワン Year〜（2018年1月3日・4日、大阪城ホール）[90]
- 関西ジャニーズJr. 『春休みスペシャルShow 2018』（2018年3月1日 - 24日、大阪松竹座）[91]

### イベント
- Rakuten GirlsAward 2023 SPRING/SUMMER（2023年5月4日、国立代々木競技場第一体育館）[92][93]
- 第5回全国大学対校男女混合駅伝（2025年2月16日、長居公園特設コース） - 大会アンバサダー[24]

## 書籍

### 雑誌連載
- KADOKAWA『関西ウォーカー』「なにわ男子 西畑大吾のぼく、堺っ子」（2021年2月号 - 10月号）[94]